# Ellisella rigida
Ellisella rigida is een zachte koraalsoort uit de familie Ellisellidae. De koraalsoort komt uit het geslacht Ellisella. Ellisella rigida werd in 1910 voor het eerst wetenschappelijk beschreven door Toeplitz. 